# Rose Chibambo
Rose Lomathinda Chibambo, née le 8 septembre 1928, morte le 12 janvier 2016, est une femme politique du protectorat britannique de Nyasaland dans les années qui ont précédé l'indépendance de l’État de Malawi , en 1964, et immédiatement après l'acquisition de cette indépendance.
Elle organise la lutte des femmes contre les Britanniques dans ce protectorat et en fait une force politique avec laquelle il faut compter aux côtés des hommes dans la lutte pour l'indépendance. Elle  est arrêtée le 23 mars 1959, deux jours après avoir donné naissance à une fille, et est enfermée à la prison de Zomba. Après l'accès à l'indépendance du Malawi  en 1964, elle devient la première femme ministre dans le nouveau gouvernement. Quand elle se brouille avec le président Hastings Banda, qui exerce le pouvoir de façon de plus en plus autocratique, elle est contrainte à l'exil pendant trente ans, et ne peut être de retour qu'après la restauration de la démocratie

## Biographie
Rose Lomathinda Chibambo (Ziba , de son nom de jeune fille) est née en Kafukule, District de Mzimba  le 8 septembre 1928, lorsque le Nyasaland est encore un protectorat sous la domination coloniale britannique.
En 1947, elle épouse Edwin Chibambo, ancien enseignant et devenu fonctionnaire.
Son mari est le fils du Révérend Yesaya Chibambo, l'un des premiers Africains dans le protectorat à avoir été ordonné comme ministre du culte  Chrétien.  En 1948, son mari a été affecté au  Zomba département des Travaux Publics de Zomba. .
En 1952, Rose s'intéresse  à la politique au cours de la controverse sur la décision du gouvernement colonial de faire du Nyassaland une partie de la Fédération de la Rhodésie et du Nyassaland. Elle adhère au Nyasaland African Congress (NAC). Convaincue que les femmes devraient davantage s'impliquer dans la lutte, elle commence à organiser ses amies à Zomba, pour la plupart des épouses de fonctionnaires. Elle affirme ainsi : « Vous le savez, nous sommes les mères. Nous sommes ceux qui apportent des enfants au monde, et ces enfants sont employés par Wenela [agence d'emploi pour le travail dans les mines en Afrique du Sud]. La plupart d'entre eux y meurent. Ils ne reviennent pas vivants. Et puis, il y a beaucoup d'oppression. Nous sommes chassés de nos terres pour les laisser aux Européens ».
En 1953, Edwin Chibambo est transférée à Blantyre. Rose Chibambo rejoint la branche locale du  NAC et est élue trésorière, première femme à occuper un poste de direction au sein du NAC. À Blantyre, elle constitue également avec Vera Chirwa la Ligue des femmes africaines du Nyasaland, en relation étroite avec le NAC.
En 1956, est organise un mouvement de protestation des femmes quand le CNA président, du NAC James Frederick Sangala, et son secrétaire T. D. T. Banda, sont arrêtés pour sédition. Son groupe est lui aussi arrêté et condamné à une amende pour s'être rendu devant la Haute Cour de Zomba, en chantant pour s'encourager.
En 1999, dans un entretien, Rose décrit l'utilisation de chanson dans les réunions de femmes  : « Dans la plupart des cas, nous réutilisions des chansons traditionnellement chantées dans les villages, remodelant le texte pour l'occasion... Il n'y avait personne en particulier, à l'époque, qui composait ces chansons. ».
En juillet 1958, Hastings Banda est élu président du Congrès, et commence à parcourir le pays en militant pour l'indépendance. Elle participe à ce mouvement en mobilisant la Ligue des femmes . Avec une tension croissante entre le CNA et les autorités coloniales, en janvier 1959, Congrès, réunion, il a été convenu que, si Hastings Banda  est arrêté ou déporté, une grève générale serait convoquée. Rose Chibambo serait deviendrait membre d'un comité exécutif de quatre personnes le congrès en absence de son président.
Le 3 mars 1959, le gouverneur Robert Armitage déclare l'état d'urgence. Au cours des prochaines 24 heures suivantes, presque tous les dirigeants indépendantistes sont arrêtés.
En avril 1959, elle est arrêtée quelques jours après avoir donné naissance à son cinquième enfant, et prend l'enfant avec elle en prison",. Le pouvoir britannique constate quelques mois plus tard  que l'indépendance du Nysasaland devient inévitable. Hastings Banda est nommé Président à Vie du Malawi Congress Party (MCP), le successeur de la NAC.
Rose Chibambo remporte un siège aux élections de  1963 , puis devient ministre adjointe des Hhôpitaux, des prisons et de la protection sociale. Le 1er février 1963, le Nyasaland acquiert dune autonomie de gouvernance, et Hastings Banda, est nommé Premier Ministre. Le pays devient pleinement indépendant en 1964 et constitue désormais le Malawi. Les élections à l'Assemblée Nationale prévues pour mai 1964sont finalement abandonnées, le MCP étant le seul parti à présenter des candidats, et ce parti ontient de fait la totalité des sièges
Le 7 septembre 1964, Rose Chibambo et d'autres ministres s'opposent à Hastings Banda,  sur différentes questions mais aussi  avec un sentiment général que ce président est en train de devenir de plus en plus autocratique Rose Chibambo est exclue du gouvernement le jour suivant  Elle et quelques autres sont aussi exclus du parti . Avec son marii, soumis à un  harcèlement, ils quittent le pays pour la Zambie en 1965, où ils doivent recommencer une nouvelle vie.
Rose Chibambo revient au Malawi en 1994.
Elle est devenue une femme d'affaires à Mzuzu, et s'occupe également d'organisations caritatives chrétiennes
Elle meurt le 12 janvier 2016 à l'hôpital Mwaiwathu de Blantyre, à l'âge de 86 ans.

## Héritage
En 2009, le Président Bingu wa Mutharika la rencontre  et lui a rend hommage en nommant une rue de Mzuzu à son nom. . À compter du 1er janvier 2012, elle apparaît sur le billet de banque du Malawi de 200 kwachas.